# إيزا غونزاليس
إيزا غونزاليس (بالإنجليزية: Eiza González)‏ (مواليد 30 يناير 1990) هي ممثلة ومغنية مكسيكية.

## حياتها
ولدت إيزا غونزاليس في 30 يناير 1990 في مكسيكو سيتي، وهي الابنة الوحيدة لعارضة الأزياء المكسيكية السابقة غليندا رينا، وكارلوس غونزاليس. توفي والدها في حادث دراجة نارية عندما كانت في الثانية عشرة من عمرها. لديها أخ وحيد اسمه «يولين». التحقت بمدرستين خاصتين بلغتين، أكاديمية ادرون ومؤسسة المدرسة الأمريكية كلاهما في مكسيكو سيتي. في أواخر أغسطس 2013، كانت تعيش في لوس أنجلوس. تتحدث الإنجليزية والإسبانية والإيطالية. كشفت أنها عانت من الاكتئاب والإفراط في تناول الطعام القهري من سن 15 إلى سن 20 نتيجة وفاة والدها.

## الأعمال

### أفلام
| السنة | العنوان             | الدور                    |
| ----- | ------------------- | ------------------------ |
| 2013  | آل كروودز           | يب (تمثيل صوتي)          |
| 2017  | بيبي درايفر         | مونيكا كوستيلو / دارلينغ |
| 2018  | مرحبا بكم في مروين  | كارالالا                 |
| 2019  | تلال الجنة          | أمارنا                   |
| 2019  | أليتا: ملاك المعركة | نيسيانا                  |
| 2019  | هوبس أند شاو        | مدام إم                  |
| 2020  | بلودشوت             | كاتي / كي تي             |
| 2020  | أنا أهتم كثيرا      | فران                     |
| 2021  | غودزيلا ضد كونغ     | مايا سيمونز              |
| 2022  | سيارة إسعاف         | كام تومسون               |
| 2024  | وزارة الحرب الغاشمة | مارغوري ستيوارت          |

### أعمال أخرى
- كان إيزا المتحدثة الرسمية للعديد من العلامات التجارية في عام 2008. تم اختيارها لتكون الوجه الجديد لـ اتجاه اللون لماركة مستحضرات التجميل أيفون في المكسيك.
- في عام 2009، صورت الإعلانات التجارية لعلامة تجارية للعناية بالبشرة Asepxia.

- تم الإعلان عنها كأحدث سفيرة للعلامة التجارية العناية بالبشرة نيتروجينا في فبراير 2015. وقد صورت إعلانات باللغتين الإسبانية والإنجليزية للترويج.

- بعد نجاح أول ظهور لها في مسلسل التلفزيوني لولا: في أواخر عام 2008 وقعت صفقة مع EMI Televisa لتسجيل ألبومها الخاص كفنانة منفردة. مرحلة ما قبل الإنتاج والتسجيل لألبومها الأول، يسمى التيار المضاد في اللغة الإنجليزية.

- في يونيو 2011، أعلنت إيزا أنها ترغب في التركيز على إنتاج وتسجيل ألبومها المنفرد الثاني. وكشفت أيضًا أنها خططت لقضاء ما تبقى من العام في العمل على موسيقى جديدة ولن تعود إلى الأفلام أو المشاريع التلفزيونية حتى يكتمل الألبوم. أكملت إنتاج ألبومها الثاني خلال الأشهر الأولى من عام 2012.

## وصلات خارجية
- إيزا غونزاليس على موقع IMDb (الإنجليزية)
- إيزا غونزاليس على موقع ميتاكريتيك (الإنجليزية)
- إيزا غونزاليس على موقع روتن توميتوز (الإنجليزية)
- إيزا غونزاليس على موقع ألو سيني (الفرنسية)
- إيزا غونزاليس على موقع ميوزك برينز (الإنجليزية)
- إيزا غونزاليس على موقع أول موفي (الإنجليزية)
- إيزا غونزاليس على موقع أول ميوزيك (الإنجليزية)
- إيزا غونزاليس على موقع ديسكوغز (الإنجليزية)
- إيزا غونزاليس على موقع قاعدة بيانات الفيلم (الإنجليزية)
- إيزا غونزاليس على موقع كينوبويسك (الروسية)